# Classe Monmouth
La classe Monmouth è stata una classe di incrociatori corazzati costruiti tra il 1901 ed il 1903 per la Royal Navy britannica. Erano anche conosciuti come classe County, in quanto le unità vennero battezzate con i nomi di contee britanniche.

## Progetto
Pensati come incrociatori di scorta al commercio, i classe Monmouth erano armati solamente di quattordici cannoni da 152 mm, in un periodo in cui la maggior parte degli incrociatori della Royal Navy erano dotati di pezzi da 233 mm. Quattro cannoni si trovavano in torrette binate, mentre i restanti dieci erano situati in casematte sulle due fiancate, cinque per parte. La scarsa altezza sull'acqua di questi ultimi li rendeva praticamente inutilizzabili in caso di mare mosso. 
La velocità era invece relativamente buona rispetto alla media delle unità in servizio.

## Unità
| Nave       | Cantiere                                   | Motore                            | Data di          | Data di           | Data di          |
| Nave       | Cantiere                                   | Motore                            | Impostazione     | Varo              | Completamento    |
| ---------- | ------------------------------------------ | --------------------------------- | ---------------- | ----------------- | ---------------- |
| Monmouth   | London and Glasgow Shipping Company        | London & Glasgow Shipping Company | 29 agosto 1899   | 13 novembre 1901  | 2 dicembre 1903  |
| Bedford    | Fairfield, Govan                           | Fairfield                         | 19 febbraio 1900 | 31 agosto 1901    | 11 novembre 1903 |
| Essex      | Pembroke Dockyard                          | J Brown                           | 1º gennaio 1900  | 29 agosto 1901    | 22 marzo 1903    |
| Kent       | Portsmouth Dockyard                        | Hawthorn                          | 12 febbraio 1900 | 6 marzo 1900      | 1º ottobre 1903  |
| Berwick    | W. Beardmore & Company                     | Humphrys                          | 19 aprile 1901   | 20 settembre 1902 | 9 dicembre 1903  |
| Cornwall   | Pembroke Dockyard                          | Hawthorne                         | 11 marzo 1901    | 29 ottobre 1902   | 1º dicembre 1905 |
| Cumberland | London & Glasgow Shipping Company, Glasgow | London & Glasgow Shipping Company | 19 febbraio 1901 | 16 dicembre 1902  | 1º dicembre 1904 |
| Donegal    | Fairfield, Govan                           | Fairfield                         | 14 febbraio 1901 | 4 settembre 1902  | 5 novembre 1903  |
| Lancaster  | Armstrongs, Elswick                        | Hawthorn                          | 4 marzo 1901     | 22 marzo 1903     | 5 aprile 1904    |
| Suffolk    | Portsmouth Dockyard                        | Humphrys                          | 25 marzo 1901    | 15 gennaio 1903   | 21 maggio 1904   |